# Neoitamus zouhari
Neoitamus zouhari är en tvåvingeart som beskrevs av Hradsky 1960. Neoitamus zouhari ingår i släktet Neoitamus och familjen rovflugor. Inga underarter finns listade i Catalogue of Life.